# Набережная Эдварда Бенеша
Набережная Эдварда Бенеша (чеш. Nábřeží Edvarda Beneše) — набережная в Праге, столице Чехии. Проходит по левому берегу Влтавы от территории Кларов до моста Штефаника. Протяжённость набережной составляет около 1500 метров. Она названа в честь чешского государственного деятеля Эдварда Бенеша, который был президентом Чехословакии в 1935—1948 годах.

## Здания и сооружения
- В начале набережной находится здание Страковой академии, где ныне располагается резиденция правительства Чешской республики[3].
- Капелла Святой Марии Магдалины[чеш.] — построена в 1635 году[4].